# Strepsichlora
Strepsichlora là một chi bướm đêm thuộc họ Geometridae.